# Guy Charlier
Guy Charlier (* 1954 in Roanne im französischen Département Loire) ist ein Bildhauer, Zeichner und Glaskünstler.
Seine Werke sind zu finden in Deutschland, Frankreich, Luxemburg, Belgien und den Niederlanden.
Er studierte in Clermont-Ferrand, erwarb 1978 in Paris mit Auszeichnung den Dipl. National des Beaux-Arts
und kam über Münster (Nordrhein-Westfalen) nach Trier (Rheinland-Pfalz).
Seit 1987 beteiligte er sich an verschiedenen Ausstellungen in Paris, Trier, Essen, Luxemburg und Mainz.

## Werke
- Auswahl -
- Kundschafterbrunnen im Prosteneek in Grevenmacher, Luxemburg, 1989[1]
- Brunnenfigur in Mondorf-les-Bains, Luxemburg, 1989[1]
- Brunnenanlage in Zemmer, Landkreis Trier-Saarburg, 1995[1]
- Altar in der Kath. Pfarrkirche St. Nikolaus in Bacharach, 1996[1]
- Kunstwerk am Gymnasium Konz, 2000[2]
- Kunstwerk an der Polizeiinspektion Zell (Mosel), 2001[3]
- Wächter der Bäume, Kalkstein, Petrisberg, Trier, 2004[4]
- Der Wächter, Skulptur aus Kalkstein im Skulpturenpark Bohnengarten in Leiwen, Landkreis Trier-Saarburg
- Wächter des Wassers beim Rathaus der Verbandsgemeinde Ruwer in Waldrach, Landkreis Trier-Saarburg, 2006[5]
- Wächter der Würde im Hospizhaus Trier, Ostallee
- Denkmal der Deutsch-Französischen Freundschaft, Installation aus Stahl und Stein, Hauptfriedhof Trier, 2015
- Sechs Gedenkplatten für die Opfer der Amokfahrt in Trier, 2023
- Gestaltung der Eva mit langem Haar am Westportal der Liebfrauenkirche in Trier[6]
- Hauptaltar, Tabernakel mit dem Ewigen Licht, Kalksteinstelen für Taufe und Heilige Schrift, Steinskulptur im Offenen Raum in der Kirche St. Canisius (Berlin)[1]